# AS Saint-Priest
Association Sportive de Saint Priest, kortweg ASSP, is een Franse voetbalclub uit Saint-Priest. De club werd opgericht in 1945. De thuiswedstrijden worden in het Stade Jacques Joly gespeeld, dat plaats biedt aan 3.000 toeschouwers. De clubkleuren zijn geel met rood. Op sportieve basis wordt AS Saint-Priest geschaard tot de sterkere amateurclubs van de Metropoolregio Lyon.

## Historie
In 2013 promoveerde de club naar de CFA en speelde daar twee seizoenen. In 2017 promoveerde de club opnieuw. San-priod

## Jeugdopleiding
AS Saint-Priest is door de regionale voetbalbond LRAF veelvoudig geprezen om haar jeugdopleiding. De verschillende leeftijdscategorieën komen allen uit op het hoogste regionale of nationale voetbalniveau. De jeugdopleiding ontving onder meer in 2007, 2009, 2010, 2012, 2013, 2014 en 2016 de juryprijs van de LRAF voor de beste jeugdopleiding van de regio Rhône-Alpes. Als gevolg van het jeugdbeleid zijn veel voetbaltalenten van AS Saint-Priest later doorgebroken in het betaald voetbal. Enkele prominenten die afkomstig zijn van ASSP zijn Nabil Fekir, Bouna Sarr, Romain Del Castillo, Pierrick Valdivia, Féthi Harek en Rayan Cherki. De voormalige jeugdspelers Youri Djorkaeff en Nabil Fekir werden later respectievelijk in 1998 en 2018 met het Frans voetbalelftal wereldkampioen.

## Erelijst
| Competitie                           | Winnaar | Winnaar          | Runner up | Runner up |
| Competitie                           | Aantal  | Jaren            | Aantal    | Jaren     |
| ------------------------------------ | ------- | ---------------- | --------- | --------- |
| Nationaal (FFF)                      |         |                  |           |           |
| Frans Amateurkampioenschap (CFA)     | 1×      | 1988,            | 1×        | 1998      |
| Frans Amateurkampioenschap 2 (CFA 2) | 2×      | 2013, 2017       | -         | -         |
| Regionaal (LRAF)                     |         |                  |           |           |
| Regionale bekercompetitie            | 3×      | 1997, 2000, 2003 | -         | -         |
| Divison d'Honneur                    | 2×      | 1972, 1975       | -         | -         |
| Division d'Honneur Régionale (DHR)   | 1x      | 2007             | -         | -         |
| Metropolisch (LLF)                   |         |                  |           |           |
| Première série                       | 1×      | 1950             | 1×        | 1949      |
| Deuxième série                       | 1×      | 1948             | -         | -         |
| Troisième série                      | 1×      | 1947             | -         | -         |
| Departementaal (DRF)                 |         |                  |           |           |
| Excellence                           | 1×      | 2006             | -         | -         |

## Bekende (oud-)spelers
| - Rayan Cherki - Youri Djorkaeff - Nabil Fekir - Pierre Kalulu - Houcama Essiaf |